# La leggenda di Bob Wind
La leggenda di Bob Wind è un film del 2016 diretto da Dario Baldi, prodotto da Guasco. Il film è ispirato alla vita di Roberto Cimetta, un regista teatrale italiano di avanguardia e sperimentazione, uno dei più geniali e al contempo uno dei meno noti in Italia.

## Trama
Anna giornalista italo-francese di successo decide di mettersi sulle tracce di una storia che potrebbe far luce sul passato di Roberto Cimetta. Inizia le sue ricerche in Francia per poi spostarsi in Italia, patria del regista di avanguardia. Avvicinandosi alla sua conoscenza si imbatterà sulle tracce del figlio di Roberto che la aiuterà a completare il puzzle sulla figura di Roberto Cimetta.

## Produzione
Il film è stato girato nelle Marche tra le città di Ancona ( porto cittadino), Offagna e Polverigi. La parte finale del film è stata girata in Trentino (Rovereto, Folgaria e Val di Sella) grazie al contributo di Trentino Film Commission. La leggenda di Bob Wind è stato prodotto dalla società Guasco e co-finanziato  dalla Regione Marche attraverso la Marche Film Commission.

## Distribuzione
Il film è uscito nelle sale cinematografiche italiane il 10 novembre 2016.